# Каширін Микола Дмитрович
Каширін Микола Дмитрович (нар. 4 (16) лютого 1888, станиця Верхньоуральська, Оренбурзька губернія, Російська імперія – пом. 14 червня 1938, Москва, СРСР) – радянський військовий діяч, командарм 2-го рангу (1935). Репресований.

## Біографія
Народився у козацькій родині. Батько був учителем, а пізніше був обраний станичним отаманом. Майбутній воєначальник у 1902 році став учителем. Із 1906 року Каширін служив у Російській імператорській армії. Закінчив Оренбурзьке козацьке юнкерське училище (1909), служив у 5-му Оренбурзькому козацькому полку Оренбурзького козацького війська. Виключений із полку за революційну діяльність у 1912 році.
Учасник Першої світової війни, командував кінною сотнею і був начальником полкової розвідки. Дослужився до під'єсаула. Був нагороджений шістьма бойовими нагородами. Після важкого поранення у 1916 році був начальником навчальної команди 2-го запасного полку в Оренбурзі.
Активний учасник революції 1917 року, підтримував більшовиків. Восени 1917 року очолював Червону гвардію в Оренбурзі. Загони Каширіна і Блюхера 31 березня 1918 року захопили Оренбург.
Після повстання Чехословацького корпусу та наступу оренбурзьких козаків отамана Дутова загони Каширіна і Блюхера опинилися в оточенні. Було сформовано Уральську партизанську армію, яку очолив Каширін. Після важкого поранення армію очолив Блюхер, який і вивів її до основних сил Червоної Армії.
Із вересня 1918 року – помічник командира 4-ї Уральської (згодом 30-ї Іркутської) стрілецької дивізії, якою командував Блюхер. Із серпня 1919 року – комендант Оренбурзького укріпленого району, із жовтня 1919 року – начальник 49-ї фортечної дивізії Туркестанського фронту, на початку 1920 року – на партійній роботі у Казахстані. Із жовтня 1920 року – командир 3-го кавалерійського корпусу на Південному фронті, учасник розгрому Врангеля. 
У 1922-1923 роках – командир 7-ї кавалерійської дивізії, у 1923-1924 роках – 14-го стрілецького корпусу, у 1924-1925 роках – 1-го кінного корпусу Червоного козацтва, у 1925-1928 роках – заступник командувача військами Українського військового округу, у 1928 році – заступник командувача військами Білоруського військового округу, у 1928-1930 роках – заступник командувача військами Московського військового округу.
У 1931-1937 роках – командувач військами Північно-Кавказького військового округу. Учасник суду над маршалом Тухачевским у червні 1937 року.
19 серпня 1937 року заарештований органами НКВС, 14 червня 1938 року розстріляний.
Реабілітований посмертно 1 вересня 1956 року.
Брати Іван (1890-1937, працівник ВЧК-ОГПУ) та Петро (1892-1938, партійний працівник, член ЦВК СРСР) також були репресовані.

## Нагороди
- СРСР
- Два ордена Червоного Прапора (14 жовтня 1919, 5 лютого 1921) і Почесна революційна зброя (25 листопада 1920).
- Російська імперія
- Ордени Святої Анни 4-го, 3-го і 2-го ступенів, Святого Станіслава 2-го ступеня з мечами, Святого Володимира 4-го ступеня з мечами і бантом.